# Девандвиль, Шарль
Шарль Девандвиль (фр. Charles Devendeville; 8 марта 1882[…], Лескен — 19 сентября 1914[…], Реймс) — французский ватерполист и пловец, чемпион летних Олимпийских игр 1900.
В водном поло на Играх Девандвиль входил в состав первой французской команды. Она проиграла в четвертьфинале Великобритании со счётом 12:0, и не смогла пройти дальше.
Также, Девандвиль участвовал соревновании по подводному плаванию. За 68,4 секунд он смог проплыть 60 метров, и таким образом получил 188,4 очка. В результате, он оказался на первом месте и получил золотую медаль.
Умер в сентябре 1914 года в возрасте 32 лет от ран, полученных на Первой мировой войне.